# Hans Benndorf
xxxxnhỏ|trái|Hans Benndorf]]
Hans Benndorf (13 tháng 12 năm 1870 – 11 tháng 2 năm 1953) là nhà vật lý học người Áo sinh tại Zürich, Thụy Sĩ.
Năm 1895 ông đậu bằng tiến sĩ ở Đại học Viên, sau đó ông làm phụ tá cho Franz Serafin Exner (1849-1926). Năm 1904 ông trở thành giáo sư (đặc biệt) ở Đại học Graz.Từ năm 1910 tới 1936 ông làm giáo sư vật lý học ở Đại học Graz. Ông có con trai là nhà khảo cổ học Otto Benndorf (1838-1907).
Benndorf có nhiều đóng góp trong việc nghiên cứu về điện trong khí quyển và địa chấn học. Năm 1907 ông đoạt giải Lieben cho công trình nghiên cứu về việc truyền các sóng địa chấn. Trong một hầm mỏ ở Pribram ông đã có thể phân biệt giữa các trận động đất từ xa và hoạt động địa chấn nhỏ ở địa phương bằng việc dùng các địa chấn kế. Ông cũng là người đầu tiên giải quyết vấn đề liên quan tới khúc xạ của các tia địa chấn trong các tầng địa cầu. Một thiết bị mang tên ông là "tĩnh điện kế Benndorf " được dùng để đo điện trong khí quyển.